# Addis Ababa
Addis Ababa (også Addis Abeba) er hovedstad i Etiopien. Navnet betyder "ny blomst". Byen ligger i 2200 til 2600 meters højde (lavest i syd) ved foden af Entoto-bjerget og har omkring 4,5 millioner indbyggere, hvilket er ca. 2,5 mio. flere end i 1994. Hovedparten af befolkningstilvæksten i de seneste årtier fundet sted i slumkvartererne. 
Addis Ababa grundlagdes i 1885, da Negus Meneliks dronning Tai anlagde en lille by på et sted, der tidligere hed Finfinni. Byen fik dog først betydning, da Menelik 1893 valgte Addis Ababa til residensstad, hvilket den var frem til afskaffelsen af monarkiet i 1975. 
I Addis Ababa afsluttedes 26. oktober 1896 freden mellem Italien og Abessinien efter italienernes nederlag i slaget ved Adua under den 1. Ethiopisk-Italienske krig.
En nationalt universitet, Addis Ababa Universitet, blev grundlagt i byen i 1961.
Organisationer med hovedkvarter i Addis Ababa:
- FN's økonomiske kommission for Afrika (United Nations Economic Commission for Africa)
- Organisationen for Afrikas enhed (Organization of African Unity)

Addis Ababas internationale lufthavn, Bole, blev moderniseret og udbygget fra 1999 til 2003 og kan i dag håndtere fly på størrelse med Airbus A340 og Boing 747. Den har en kapacitet på 7 mio passagerer om året og er base for Ethiopian Airlines. Dens IATA kode er ADD.
| Vejr for Addis Ababa, Etiopien                                                                        | Vejr for Addis Ababa, Etiopien | Vejr for Addis Ababa, Etiopien | Vejr for Addis Ababa, Etiopien | Vejr for Addis Ababa, Etiopien | Vejr for Addis Ababa, Etiopien | Vejr for Addis Ababa, Etiopien | Vejr for Addis Ababa, Etiopien | Vejr for Addis Ababa, Etiopien | Vejr for Addis Ababa, Etiopien | Vejr for Addis Ababa, Etiopien | Vejr for Addis Ababa, Etiopien | Vejr for Addis Ababa, Etiopien | Vejr for Addis Ababa, Etiopien |
| | Jan                            | Feb                            | Mar                            | Apr                            | Maj                            | Jun                            | Jul                            | Aug                            | Sep                            | Okt                            | Nov                            | Dec                            | År                             |
| --- | ------------------------------ | ------------------------------ | ------------------------------ | ------------------------------ | ------------------------------ | ------------------------------ | ------------------------------ | ------------------------------ | ------------------------------ | ------------------------------ | ------------------------------ | ------------------------------ | ------------------------------ |
| Gennemsnitlig maks °C                                                                                 | 23,5                           | 24,5                           | 25,4                           | 24,8                           | 25,2                           | 23,4                           | 20,7                           | 20,7                           | 21,7                           | 22,7                           | 23                             | 22,9                           | 23,21                          |
| Gennemsnitlig °C                                                                                      | 15,4                           | 16,6                           | 17,9                           | 17,9                           | 18                             | 17                             | 15,9                           | 15,8                           | 16,2                           | 15,7                           | 14,8                           | 14,9                           | 16,34                          |
| Gennemsnitlig min °C                                                                                  | 7,4                            | 8,7                            | 10,5                           | 11,1                           | 10,8                           | 10,6                           | 11,1                           | 11                             | 10,7                           | 8,7                            | 6,7                            | 7                              | 9,53                           |
| Gennemsnitlig nedbør mm                                                                               | 13                             | 30                             | 58                             | 82                             | 84                             | 138                            | 280                            | 290                            | 149                            | 27                             | 7                              | 7                              | 1,165                          |
| Kilde: [World Meteorological Organisation (UN)(nedbør), Climate-Data.org for gennemsnitstemperaturer] |                                |                                |                                |                                |                                |                                |                                |                                |                                |                                |                                |                                |                                |